# Paul Jackson (hudebník)
Paul Jackson (28. března 1947 Oakland – 18. března 2021) byl americký jazzový baskytarista. Na basu začal hrát ve svých devíti letech. Později studoval na Sanfranciské hudební konzervatoři. V sedmdesátých letech řadu let působil v kapele Herbieho Hancocka. Během své kariéry spolupracoval s mnoha dalšími hudebníky, mezi něž patří například Tony Williams, Sonny Rollins, Carlos Santana, Albert Heath a Stanley Turrentine. Jako leader poprvé nahrával v roce 1979 – výsledné album dostalo název Black Octopus.